# Marie (ロックミュージシャン)
Marie（まりー、1951年8月19日- ）は、沖縄県中城村出身のハードロック・ミュージシャン。
ハードロックバンド「Marie with MEDUSA」のボーカリストとして、ベトナム戦争時代の沖縄で米兵の人気を集め、オキナワン・ロックの女王といわれた。父親がイタリア系アメリカ人で母親が日本人のハーフ。
「喜屋武マリー」（きゃんマリー）として、ミュージカル女優としても活躍した。現在は、芸名を「Marie（マリー）」として、沖縄市を拠点に《Marie's Band》などのユニットで活動している。

## 経歴

### Marie with MEDUSA結成まで
1979年、CBS・ソニーより歌手デビュー。
1981年、上京後、大阪厚生年金会館でのライヴを収録したアルバム『Marie FIRST LIVE』（CBSソニー）発売。挫折して、沖縄に再び拠点を戻す。
1986年、ハードロックバンド《Marie with MEDUSA》結成。

### 「喜屋武マリーの青春」と映画化
1986年8月、「琉球新報」に利根川裕のルポルタージュ「喜屋武マリーの青春」が連載される。同年11月、単行本として出版。
1988年1月、『喜屋武マリーの青春』がちくま文庫で再刊。
1989年6月9日、「喜屋武マリーの青春」をベースにした崔洋一監督の映画『Aサインデイズ』公開（キャスト＝中川安奈・石橋凌・広田玲央名、主題歌は、喜屋武マリー「愛は限りなく」）。

### ミュージカルと映画出演
1991年11月、ミュージカル「Blood Brothers」（共演＝柴田恭兵、三田村邦彦、サンシャイン劇場・制作＝松竹）で、ミュージカル女優としてデビュー。主役のジョンストン夫人役を演じる。1992年に再演、1995年にも再々演。
1992年、MEDUSAとしての活動は停止し、拠点を東京へ移す。
2003年、日韓共同制作『アジアの歌』（BSフジ）に出演。この頃から東京の音楽学校の講師。
2005年4月23日、出演したドキュメンタリー映画『シャウト・オブ・アジア』（玄真行監督、忌野清志郎も登場する）が渋谷シネ・ラ・セットで公開。

### 沖縄──原点からの再出発
2005年、沖縄に本拠地を戻し、「Marie MusicOffice」を設立する。同年4月からFMコザ、RBCで、ラジオパーソナリティを担当。
2006年、沖縄市にミュージックバーをオープン。7月2日第24回ピースフルラブロックフェスティバルに15年ぶりに出演、トリを務め話題となる。この年、Marie's Bandとして活動を展開。
2007年9月、出演した第25回ピースフルラブロックフェスティバルがMusic Japan TV で放送される。同年12月1日、出演したNHK総合テレビの「課外授業 ようこそ先輩」が放送。

## ディスコグラフィー

### アルバム
- 『Marie FIRST LIVE』（1981年、CBS・ソニー）※1991年CD再発売
- 『Marie TIME FLOW』（1984年、CBS・ソニー）
- 『l was Born ln OKINAWA』（1989年4月25日、徳間ジャパン）※1994年CD再発売
- 『Burning Blood』（1990年11月7日、BMGビクター）
- 『Musical Blood Brothers』（1992年10月25日、ポリドール）ミュージカル「Blood Brothers」の楽曲収録

### マキシシングル
- 『Marie Asian Rose』（2006年6月20日、知花竜海がラップで参加）

## 関連書籍
- 利根川裕『喜屋武マリーの青春』（1986年南想社　後ちくま文庫　ISBN 4480021736）